# Solivella
Solivella település Spanyolországban, Tarragona tartományban. Solivella Passanant i Belltall, Forès, Sarral, Tarragona, Barberà de la Conca, Pira, Tarragona, Blancafort és Vallbona de les Monges községekkel határos. Lakosainak száma 626 fő (2024).

## Népesség
A település népessége az elmúlt években az alábbi módon változott:
| Lakosok száma | 262  | 1680 | 1516 | 1144 | 749  | 588  | 685  | 653  | 633  | 626  |
|               | 1717 | 1887 | 1936 | 1960 | 1986 | 2004 | 2009 | 2014 | 2019 | 2024 |